# Schloss Wittgenstein

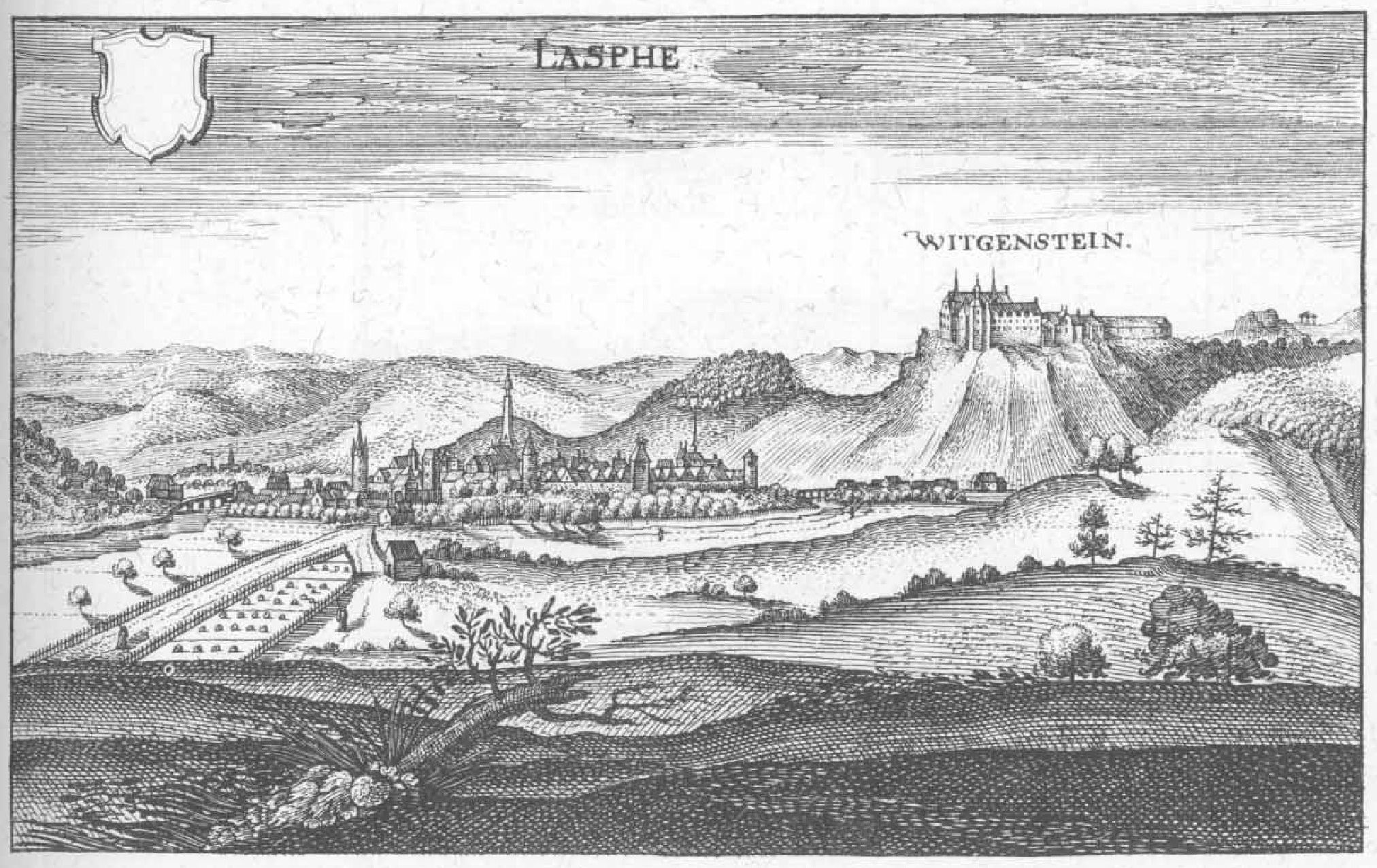
Schloss Wittgenstein von Matthäus Merian in seiner Topographia Hassiae

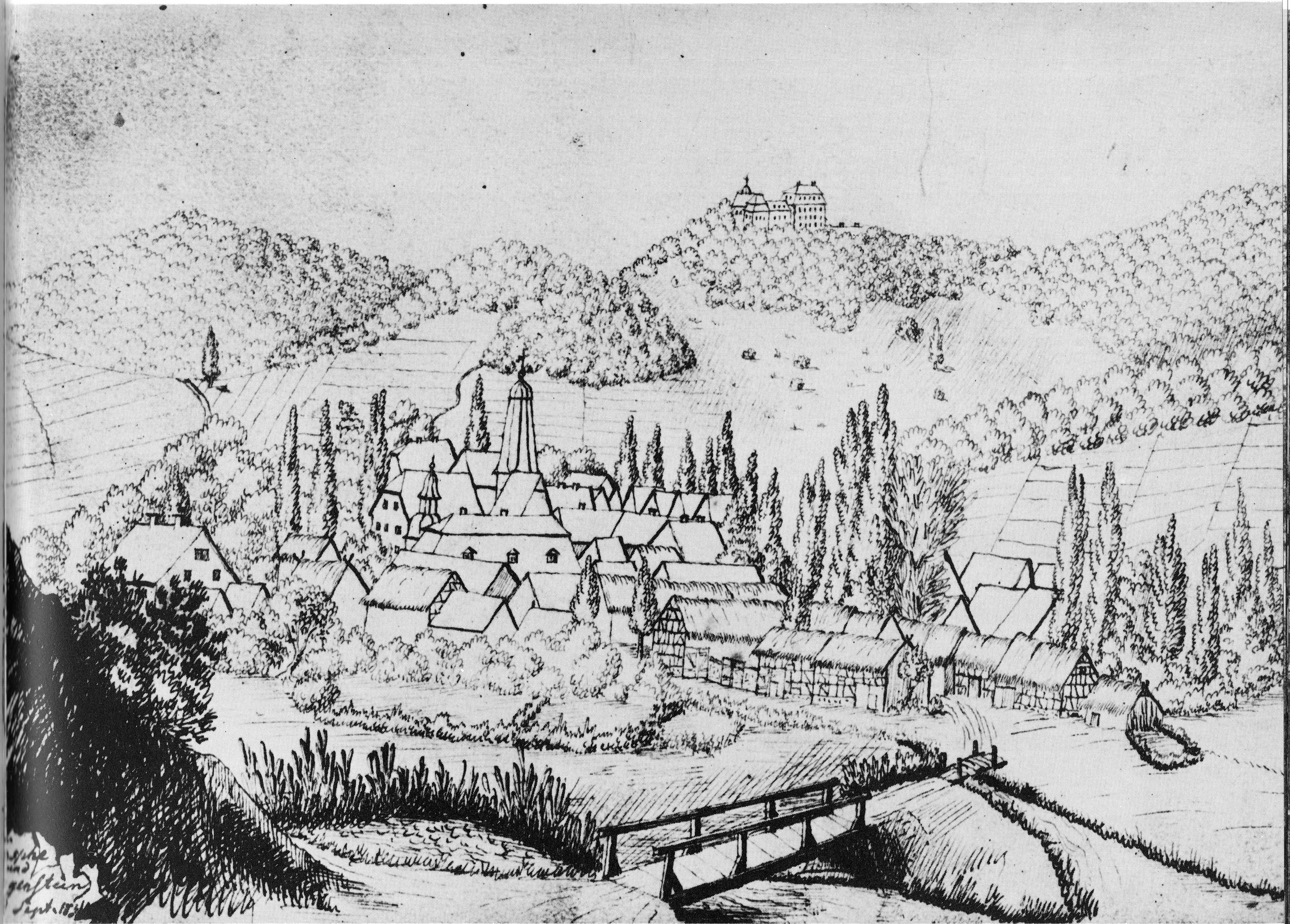
Zeichnung von Laasphe mit Schloss aus dem Jahre 1834

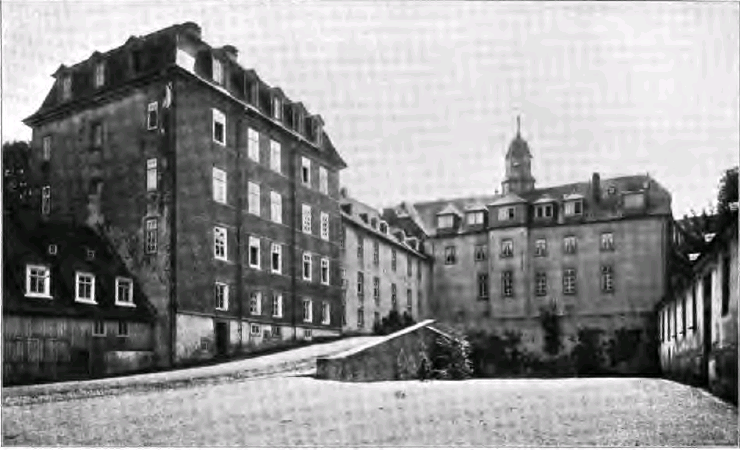
Fotografie aus dem Jahre 1903 von Albert Ludorff.

Das Schloss Wittgenstein liegt zwischen Lahn und Laasphebach oberhalb der Stadt Bad Laasphe in Nordrhein-Westfalen auf einem 470 m hohen Berg.

## Geschichte
Eine Burg an dieser Stelle wird 1187 erstmals als „Widenkindigstein“ urkundlich erwähnt. Zuvor hatte sich 1174 ein Graf Werner I. nach der Burg genannt (Werner I. von Battenberg und Wittgenstein), die damals also existiert haben muss. Für eine ältere Gründung gibt es zurzeit keine Belege; vielleicht wurde die Burg um die Mitte des 12. Jahrhunderts von einem Mitglied des Grafenhauses von Reichenbach/Ziegenhain angelegt und gelangte etwas später in die Hände von Graf Werner I., der sie zum Aufbau einer eigenständigen Herrschaft nutzte.
Im Jahre 1190 schloss Graf Werner I. einen Vertrag mit dem Erzbischof von Mainz, Konrad I. von Wittelsbach, demgemäß er dem Erzstift gegen eine Geldzahlung die Burg Wittgenstein aufzutragen versprach und sie von diesem als Lehen zurückerhalten sollte. Der Erzbischof blieb jedoch einen Teil der Zahlung schuldig, sodass der Vertrag nicht in Kraft trat und Werner sich schon nach einigen Jahren wieder aus der damit verbundenen Abhängigkeit von Mainz befreien konnte. Erst in einem Vertrag mit Werners Söhnen Werner II., Widekind I. und Hermann vom 2. September 1223 gelang es dem neuen Erzbischof Siegfried II., die Auftragung der Burg Wittgenstein an das Erzstift zu erlangen und sie ihnen zu Lehen zu geben.
Im Jahr 1238 folgte die Teilung des Hauses Wittgenstein und Battenberg in eine Battenberger und eine Wittgensteiner Linie durch die Söhne Widekinds I. Die Burg Wittgenstein kam mit der zugehörigen Herrschaft an den Oberläufen von Lahn und Eder an Siegfried I., der sich nunmehr Graf von Wittgenstein nannte. Die Burg bildete von nun ab über Jahrhunderte das Zentrum einer nach ihr benannten Grafschaft Wittgenstein. Wenig später wurde unterhalb der Burg die Stadt Laasphe gegründet.
Mit dem Aussterben der Grafen von Wittgenstein im Mannesstamm 1359 fiel die Grafschaft mit der Burg an das Haus Sayn-Wittgenstein. Während des Dreißigjährigen Kriegs wurde das Schloss 1634 besetzt und erheblich beschädigt, wurde jedoch wieder instand gesetzt. Bis 1950 diente es als Wohnsitz der Fürsten zu Sayn-Wittgenstein-Hohenstein.
Im Herbst 1943 gestattete Fürst August zu Sayn-Wittgenstein-Hohenstein die Einlagerung der wertvollen Heine-Sammlung in der Kapelle von Schloss Wittgenstein und bewahrte sie vor dem mutmaßlichen Untergang. August wusste, dass Heinrich Heine und sein Großvater, Fürst Alexander zu Sayn-Wittgenstein-Hohenstein Studienkollegen an der Universität Bonn und befreundet waren.
Nachdem die Fürsten in das Herrenhaus Schwarzenau umgezogen waren, gründete Josef Kämmerling 1954 ein Internat mit einer Knabenrealschule in angemieteten Teilen des Schlosses. Fünf Jahre später kam das Gymnasium dazu. Erst seit 1974 werden auch Mädchen in das Internat aufgenommen, ebenso können seit 1974 externe Schüler und Schülerinnen die Realschule und das Gymnasium Schloss Wittgenstein besuchen. Ab 1975 werden weitere Schul- und Internatsgebäude errichtet. 2002/2003 erwirbt die Schule das Schloss mit Nebenflächen vom Fürstenhaus. 
Inzwischen wurden viele Zimmer zu Klassenräumen umgebaut und es findet regulärer Schulunterricht statt. Für die Versorgung der Ganztagsschüler wurden die bestehende Internatsküche und der Speisesaal 2009 renoviert. Im März 2010 wurde ein Teil des Films „Dschungelkind“ am Schloss gedreht.

## Baubeschreibung

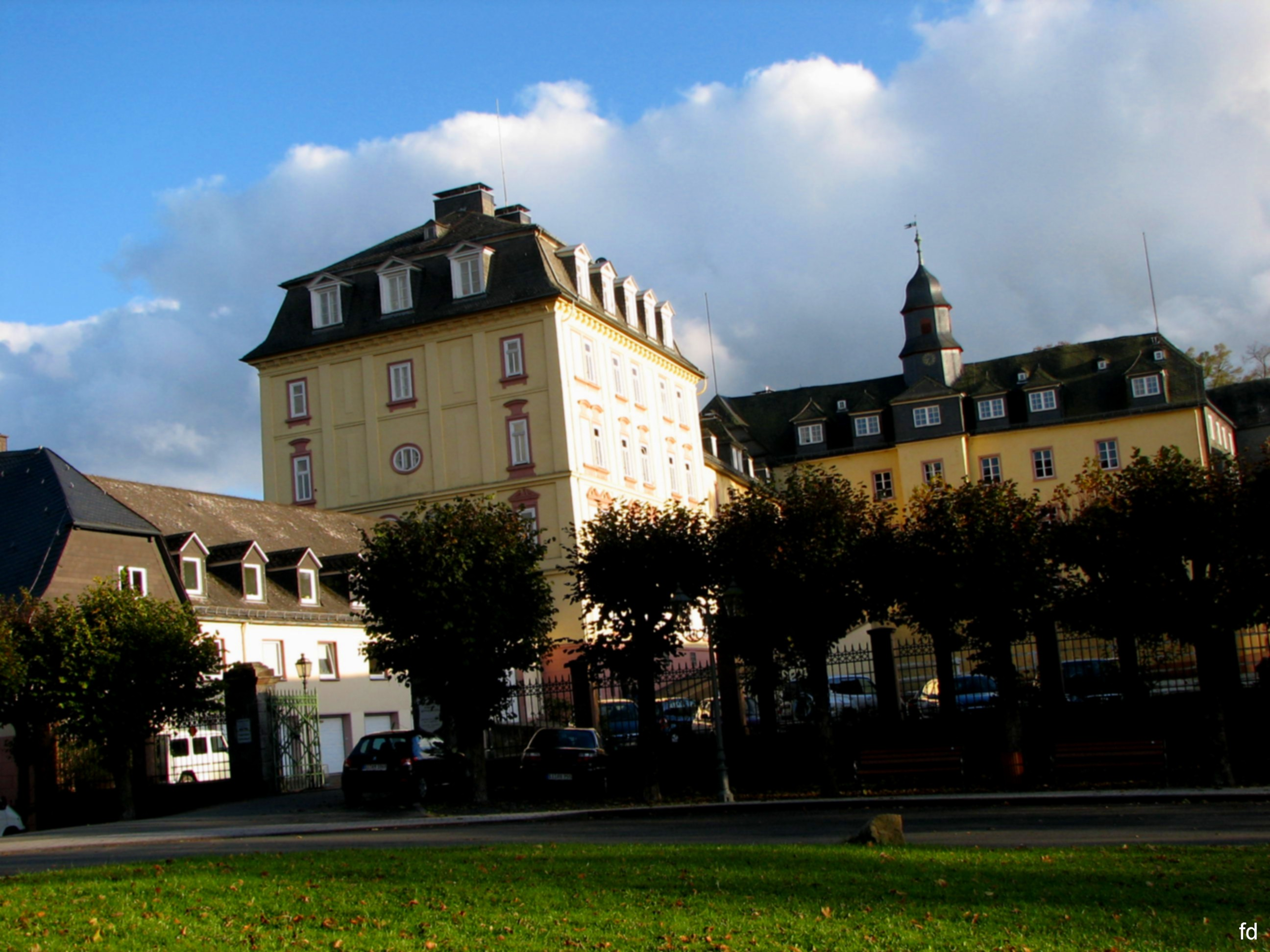
Schloss Wittgenstein (2009)

Die unregelmäßige Dreiflügelanlage des Schlosses erstreckt sich über eine Länge von ungefähr 125 Meter. Die Anlage wurde in mehreren Bauabschnitten errichtet und weist keinen einheitlichen Baustil auf. Überwiegend ist das Gebäude der Renaissance und dem Barock zuzurechnen.
Der Nordflügel (oder Mittelbau) des Schlosses stammt aus dem Ende des 16. Jahrhunderts. In seinem Westteil wurden die Grundmauern eines quadratischen Turms ausgegraben, wobei anzunehmen ist, dass dieser der ursprünglichen Burg aus dem 12. Jahrhundert zuzuordnen ist.
An den beiden Seiten des Nordflügels sind der Westflügel (oder Küchenflügel) und der Ostflügel (Kammerflügel) zu finden. Diese waren ursprünglich selbständige Gebäude, wurden aber Anfang des 18. Jahrhunderts mit dem Nordflügel verbunden. Der markante viergeschossige Pavillon am Ostflügel wurde 1783 erbaut.
Der Marstall des Schlosses stammt aus dem Jahr 1736, die übrigen Wirtschaftsgebäude sind jüngeren Datums.
Wenig bekannt ist, dass das Schloss auf einem Felsen erbaut ist, der für die Namensgebung der Region Wittgenstein Bedeutung hat. Der „Widukind“-Felsen ragt auch heute noch unbehandelt und roh in einen der Glasgänge hinein, die den inneren „Rosengarten“ umschließen. Innerhalb des Schlosses befand sich bis 2003 das fürstliche Archiv, das historische Dokumente aus den vergangenen Jahrhunderten verwahrt, vor allem ab dem 17. Jahrhundert. Dieses Archiv wurde nach dem Verkauf des Schlosses in die Rentkammer unterhalb des Schlosses verlegt.
Es gibt Vermutungen, dass ein Fluchttunnel zwischen dem Schloss und der städtischen Kirche existiert. Dieser wurde bisher jedoch nicht gefunden.

## Kapelle
Die Kapelle St. Katharina auf Schloss Wittgenstein wurde erstmals im Jahr 1325 erwähnt. Bis 1632 diente sie als Hofkirche, seit etwa 1740 war sie für öffentliche Gottesdienste freigegeben.
Im Jahr 1859 erfolgte eine Renovierung, bei welcher eine neue Orgel eingebaut wurde. Die Kanzel wurde 1954 der Kapelle Hesselbach überreicht; die Orgel ging im Jahr 1956 an die Kirche Oberndorf. Die Kapelle wurde bis 1954 für kirchliche Zwecke genutzt.